# Luke Littler
Luke "The Nuke" Littler, född 21 januari 2007, är en engelsk dartspelare, rankad som nummer 2 i världen (2025). Han är regerande världsmästare efter sin finalvinst mot Michael van Gerwen i PDC World Darts Championship (VM) 2025.

## Karriär
Littler har vunnit elva PDC-titlar. Han fick sitt stora genombrott då han 2024 var den yngsta spelaren någonsin att vinna en match i PDC World Darts Championship. Littler vann sex matcher, bland annat mot de före detta världsmästarna Raymond van Barneveld och Rob Cross. Han tog sig till final och förlorade mot Luke Humphries. Under 2024, sitt första år som proffs på PDC-touren, vann han tio titlar. Bland annat vann han Premier League och Grand Slam of Darts, två av de mest prestigefyllda och åtråvärda turneringarna inom dart. Littler vann 2025 års upplaga av World Darts Championship, efter en seger mot Michael van Gerwen i finalen. I och med vinsten blev han den yngsta världsmästaren genom tiderna.
Littler har varit framgångsrik under en lång tid inom darten. Innan han erhöll ett PDC Tour Card tävlade han på PDC:s mindre tourer, till exempel PDC Development Tour. Under sina år innan PDC ansågs han vara en stor talang.
På grund av sitt genombrott vid ung ålder håller Littler flera rekord. Han är den yngsta spelaren att vinna en match på både WDF World Darts Championship och PDC World Darts Championship. Littler är även den yngsta att få en nine-darter under en TV-sänd turnering. Under sina framgångar i VM 2024, där han vid 16 års ålder nådde final, fick han stor internationell uppmärksamhet. Hans framgångar har lett till ett globalt uppsving för sporten.